# Agostino Angelo Marras
Agostino Angelo Marras, també conegut com a Agostinangelo Marras, (Sàsser, 23 de setembre de 1953) és un jutge, advocat penalista i polític sard.
Com a polític es va afiliar al Partit Comunista Italià i va exercir de conseller comunal de Sàsser als anys 1990. Amb el temps, va anar adoptant posicions més centristes i, si bé va concórrer com a independent, el 2020 es va presentar com a cap de llista d'Itàlia Viva, el partit polític de centreesquerra de l'exprimer ministre italià Matteo Renzi, a les eleccions parcials de Sardenya pel Senat d'Itàlia, convocades amb l'objectiu de sotmetre a votació qui reemplaçaria l'escó que havia deixat vacant la senadora difunta del Moviment 5 Estrelles Vittoria Bogo Deledda. En aquells comicis va quedar en tercera posició amb 30.671 vots i el 24,83% dels vots emesos.
El 1953 va exercir breument de jutge i va presidir la sala penal de Sàsser. Com a advocat, el 1982 es va inscriure al Col·legi de l'Advocacia de la zona i, des d'aleshores, se'l considera un dels lletrats més importants de Sardenya. El 2020 va defensar al cardenal Angelo Becciu, acusat de frau, corrupció i malversació en un dels judicis per rellevants contra el Vaticà. El setembre de 2021 va assistir a l'expresident de la Generalitat de Catalunya Carles Puigdemont davant la Cort de Sàsser, així com la resta d'hores de retenció a l'illa sarda, després que fos detingut a l'aeroport de l'Alguer en compliment d'una euroordre de detenció tramitada pel Tribunal Suprem espanyol emparada en el delicte ja derogat de sedició. A partir d'aquell instant va passar a formar part de l'equip de defensa internacional de Puigdemont capitanejat per l'advocat Gonzalo Boye.